# Alabuga
Die Alabuga (kirgisisch Алабуга дарыясы) ist ein linker Nebenfluss des Naryn im Oblus Naryn in Kirgisistan (Zentralasien).
Die Alabuga entsteht am Nordhang des Ferghanagebirges am Zusammenfluss ihrer beiden Quellflüsse Arpa und Bytschan. Sie fließt östlich an dem Ort Kösch-Döbö vorbei. Der Makmal mündet linksseitig in den Fluss. Am Mittellauf liegt die Siedlung Kongortschok am rechten Flussufer. Nach etwa 90 km erreicht die Alabuga 120 km westlich der Stadt Naryn den nach Westen strömenden Fluss Naryn. Das Einzugsgebiet umfasst 5880 km². Der mittlere Abfluss beträgt 31 m³/s.
Auf dem Quellfluss Arpa und dem Oberlauf der Alabuga führt eine schwierige Kajakroute bis zur Brücke unterhalb von Kösch-Döbö.